# Попов Афанасій Васильович
Афанасій Васильович Попов (рос. Афанасий Васильевич Попов; 1909―1961) ― радянський військовик, учасник Німецько-радянської війни, політрук, командир роти.

## Життєпис
Народився в 1909 році у Беченчинському наслезі на території сучасного Ленського улусу Якутії.
У 1925 році закінчив Беченчинську школу. У 1932 році вступив до лав ВКП(б), кілька років працював секретарем партійного осередку Нахарської наслезької ради. З 1936 по 1938 роки був головою Витимської сільської ради. У 1938 році переведений на роботу інструктором Ленського райкому партії.
Перед початком Німецько-радянської війни, 13 червня 1941 року, був призваний до лав Червоної Армії. Службу почав в якості політпрацівника, пройшов курси політскладу в Забайкаллі, потім служив політруком кавалерійського ескадрону в Монголії.
У квітні 1943 року закінчив Іркутське військово-політичне училище з присвоєнням звання старшого лейтенанта.
З 19 січня 1944 року на фронті. Воював спочатку на посаді командира взводу автоматників, потім командира роти 460-го стрілецького полку 100-ї Стрілецької Дивізії 1-го Українського фронту. За відмінні бойові дії в районі населеного пункту Підлісний Ялтушків був нагороджений орденом Червоної Зірки. У цьому бою Попов особисто знищив близько десяти німців.
У серпні 1945 року був демобілізований. Повернувшись на батьківщину, працював у колгоспі в системі Управління Наркомату заготовок.
Помер у 1961 році.

## Нагороди
- орден Червоної зірки (30 квітня 1944)[2]
- орден Вітчизняної війни II ступеня (16 травня 1945)[3]

## Примітка
1. ↑  Боевые офицеры Великой Отечественной из Ленского района
2. ↑  Попов Афанасий Васильевич :: Память народа. pamyat-naroda.ru. Процитовано 5 жовтня 2021.
3. ↑  Попов Афанасий Васильевич :: Память народа. pamyat-naroda.ru. Процитовано 5 жовтня 2021.